# الخوخة (الجولان)
الخوخة هي إحدى القرى المحتلة والمدمرة التابعة لمركز البطيحة التابع لمحافظة القنيطرة في هضبة الجولان بجنوب غرب سوريا.
تتبع ناحية البطيحة منطقة فيق، محافظة القنيطرة (343ن عام 1967-100م)
تقع على الحافة الجنوبية لوادي زيتة، شمال شرقي بحيرة طبرية ب5 كم إلى الشرق من بلدة المحجار ب5 كم. بنيت القرية الحديثة فوق خربة قديمة، فقد دلت التنقيبات الأثرية فيها على وجود بقايا أبنية وباحات وتيجان أعمدة وأجزاء من معاصر الزيتون، وفخار يعود إلى العهود الرومانية والبيزنطية والعربية الإسلامية. تنتشر فيها أشجار الزيتون والحبوب والبقول بعلاً، والخضار ريّاً، وتربى فيها الأبقار، وتكثر فيها الينابيع التي تعد المصدر الرئيس لمياه الشرب، تتبعها مزرعتا زيتا وصباحيّة.